# آرلن استنگلند
آرلن استنگلند (انگلیسی: Arlan Stangeland؛ ۸ فوریهٔ ۱۹۳۰ – ۲ ژوئیهٔ ۲۰۱۳) یک سیاست‌مدار اهل ایالات متحده آمریکا بود.